# Fédération internationale de football corporatif
La Fédération Internationale de Football Corporatif (souvent designée par l’acronyme FIFCO, ou son nom anglais International Federation of Corporate Football) est la fédération sportive internationale du football en entreprise.
Fondée en 2009 par Albert Zbily, elle obtient le statut d’association à but non lucratif en 2011. Elle promeut tant le football corporatif à 11 joueurs, que le football à 7 ou le football à 5.
En 2019 la FIFCO compte près de 2,5 millions de licenciés et 60 pays membres. Les actions de la FIFCO s’organisent autour de quatre valeurs clés : la promotion du sport amateur, la promotion d’un mode de vie sain, le renforcement de l’esprit d’équipe et la promotion du renforcement d’un réseau professionnel international. La FIFCO s'est développé avec l'idée d'unifier et standardiser la pratique du football en entreprise dans le monde entier, et en offrant aux équipes l'occasion de se qualifier pour un tournoi international. 
C'est en ce sens que la FIFCO organise un évènement annuel, la World Corporate Champions Cup, dont les deux premières éditions ont eu lieu en 2018 et 2019.

## Histoire
En 2006, Albert Zbily et un groupe d’entrepreneurs canadiens fondèrent la Ligue de Soccer Corporatif du Canada. 
Forts du succès et de l’engouement suscités, ils eurent alors le souhait d’étendre ce système en dehors des frontières du Canada, et d’organiser un réseau international du football corporatif,. C’est ainsi que la FIFCO fut créée en janvier 2009, avec Albert Zbily à sa tête, et son siège fut établi à Montréal. La ville de Montréal reconnait d'ailleurs la FIFCO comme une association internationale. La FIFCO a obtenu en 2011 le statut d’association canadienne à but non lucratif. 
Depuis la FIFCO a œuvré pour unifier les règles, permettre des programmes d'échange et de formation pour les arbitres et organiser des tournois et des matchs amicaux dans ses pays membres,. Elle a organisé en 2018 et 2019 les premières éditions de la World Corporate Champions Cup.
La FIFCO compte aujourd’hui 60 pays membres et près de 2,5 millions de licenciés dans le monde,.

## Organisation
La FIFCO est composée de 6 confédérations opérant sur 6 continents  :
- la Confédération Africaine de Football Corporatif (CAFCO) en Afrique
- la Confederation of North American Football (CONAFCO) en Amérique du Nord
- la Confederaciòn Sudamericana de Fùtbol Corporativo (COSAFCO) en Amérique du Sud
- la Asian Federation of Corporate Football (FAFCO) en Asie
- la Oceanic Federation of Corporate Football (FOFCO) en Océanie
- la Union of European Associations of Corproate Football (UEFCO) en Europe.

## World Corporate Champions Cup
La FIFCO a organisé en 2018 et 2019 les deux phases finales de la World Corporate Champions Cup (désignée par l’acronyme WCCC). 
Le format actuel est un affrontement de seize équipes de 5 joueurs, équipes qui peuvent être mixtes.

### World Corporate Champions Cup 2018
La première édition, en 2018, a eu lieu à Montréal, et les matchs se déroulaient au stade Percival-Molson. L’équipe mexicaine composée d'employés de l'entreprise Gambetta7 de Monterrey a remporté la finale contre l’équipe de Petroleum Development of Oman, originaire d’Oman, sur le score de 5 à 1. La petite finale a opposé l'équipe égyptienne de SportXGlobal à l'équipe italienne de Sportland, et ce sont les Italiens qui l'ont remportée 6 buts à 4.

### World Corporate Champions Cup 2019
En 2019, la phase finale s’est déroulée à Monaco, et les matchs ont eu lieu au stade Didier Deschamps du Cap d'Ail. Le titre a été remporté par l’équipe iranienne de la compagnie minière Arman Gohar Sirjan qui a battu en finale l'équipe de Radio Televisao Cabo Verde du Cap Vert sur le score de 2 à 1. L'équipe égyptienne s'est classé troisième en battant en petite finale l'équipe de la Fonction Publique de Monaco .